# محمد کامرانی

محمد کامرانی (۲۶ خرداد ۱۳۷۰ - ۲۵ تیر ۱۳۸۸) جوان ۱۸ ساله‌ای بود که در جریان اعتراضات پس از انتخابات ریاست جمهوری ایران در سال ۱۳۸۸ و راهپیمایی هزاران معترض در سالگرد هجده تیر در نزدیکی میدان ولی‌عصر تهران دستگیر شد و به بازداشتگاه کهریزک انتقال یافت.
او پس از انتقال به زندان اوین تهران، به دلیل جراحت‌های وارده به بیمارستان لقمان منتقل شد . سپس به بیمارستان مهر منتقل شد که به دلیل شدت جراحات، در روز پنجشنبه ۲۵ تیرماه درگذشت. پیکر او شنبه ۲۷ تیر در بهشت زهرای تهران به خاک سپرده شد.
مراسم شب هفتم کامرانی نیز در خیابان ملاصدرا، خیابان سازمان گوشت، روز پنج شنبه برگزار شد. 
محمد کامرانی فرزند ذکور ارشد خانواده بود و دو خواهر بزرگتر از خود و یک برادر کوچک‌تر از خود داشت.